# ひびき玲音
ひびき 玲音（ひびき れいね、女性、11月15日 - ）は、日本のイラストレーター。茨城県日立市出身。茨城県立日立第二高等学校、女子美術大学短期大学部出身。身長162センチメートル。
1997年、第8回コバルト・イラスト大賞の準大賞を受賞。その後、今野緒雪「マリア様がみてる」（集英社・コバルト文庫）の挿絵を担当し、人気を博す。
同人活動に積極的に参加。「カレン坂高校 可憐放送部」は同人活動から商業誌になった。
2012年7月7日に結婚・入籍をTwitterで報告。2014年3月11日に長女を出産。

## 作品一覧

### 小説
- 「カレン坂高校 可憐放送部」シリーズ
  - 原作、イラストを担当。本文は鈴本紅。2007年8月より刊行開始。

  1. カレン坂高校 可憐放送部（2007年8月1日、ISBN 978-4-08-601049-8）
  2. カレン坂高校 可憐放送部 導かれた解答（2007年11月1日、ISBN 978-4-08-601088-7）
  3. カレン坂高校 可憐放送部 決意とハンドマイク（2008年3月1日、ISBN 978-4-08-601134-1）
  4. カレン坂高校 可憐放送部 反校長宣言（2008年6月3日、ISBN 978-4-08-601169-3）

  - ドラマCD
    - カレン坂高校 可憐放送部（2008年3月28日、ISBN 978-4-08-901163-8）

### 挿絵
- 「マリア様がみてる」シリーズ（今野緒雪）
- 「お釈迦様もみてる」（今野緒雪）
- 「ボディガード」シリーズ（たけうちりうと）
- 「神語りの玉座」シリーズ（薙野ゆいら）
- 「カラミティナイト-オルタナティブ-」シリーズ（高瀬彼方）

### ゲーム
- トゥルーフォーチュン（PS2用ゲーム、キャラクターデザイン）

### その他
- まんたんブロード（毎日新聞、表紙）
- 百合姉妹（マガジン・マガジン、表紙）
- コミック百合姫（一迅社、表紙）
- 恋姉妹・初恋姉妹（キャラクター原案）
- アクエリアンエイジ 恋人達の協奏曲
- 桜Trick（第3話 エンドカード）
- 丸亀城と12人のお姫さま（丸亀市のイベント用一部イラスト）[1] - ゲーム『まるがめクエスト〜囚われの12姫〜』でも同じイラストが使用されている。
- RAIL WARS!（第4話 エンドカード）

## 同人活動
『IN-FECT!』（インフェクト）というユニットサークル（PN 月瀬）で高星麻子（PN 高星）と幽白本を発行（1994 - 1996年）。キャラクターを各々担当して一本の漫画を描くというスタイルで活動していた。その後、PNを現在の「ひびき玲音」に変え、『Russian Blue』（ロシアンブルー）という個人サークルを主宰（1997年 - ）、FFシリーズの同人誌を発行。また、創作集団『MAGIXX』（マジックス）の固定メンバーとして活動。「カレン坂高校 可憐放送部」は『MAGIXX』のプロデュースによるものである。